# Паскуаль, Хорхе
Хо́рхе Паскуа́ль Меди́на (исп. Jorge Pascual Medina; родился 9 апреля 2003 года, Альмерия, Испания) — испанский футболист, нападающий клуба «Вильярреал», выступающий на правах аренды за клуб «Эйбар».

## Карьера
Хорхе Паскуаль Медина — воспитанник «Альмерии» и «Вильярреала». За третью команду клуба провёл свою первую игру против футбольного клуба «Атлетико Сагунтино». В матче против «Вильямарчанте» оформил покер за 11 минут. За основную команду свой дебютный матч провёл 9 марта 2023 года в Лиге конференций в 1/8 финала против «Андерлехта». В этом матче он вышел в старте и был заменён на 58-й минуте на Жерара Морено.
Играл за сборную Испании до 16 лет, где принял участие в трёх матчах. Также вызывался в сборную Испании до 19 лет.